# فورد تمپو
فورد تمپو (Ford Tempo) خودرویی است که در سال‌های ۱۹۸۴ تا ۱۹۹۴در ایالات متحده آمریکا و کانادا تولید شده‌است. طراحی آن موتور جلو، خودرو محور جلو، خودرو چهار چرخ محرک بوده است.

## نگارخانه

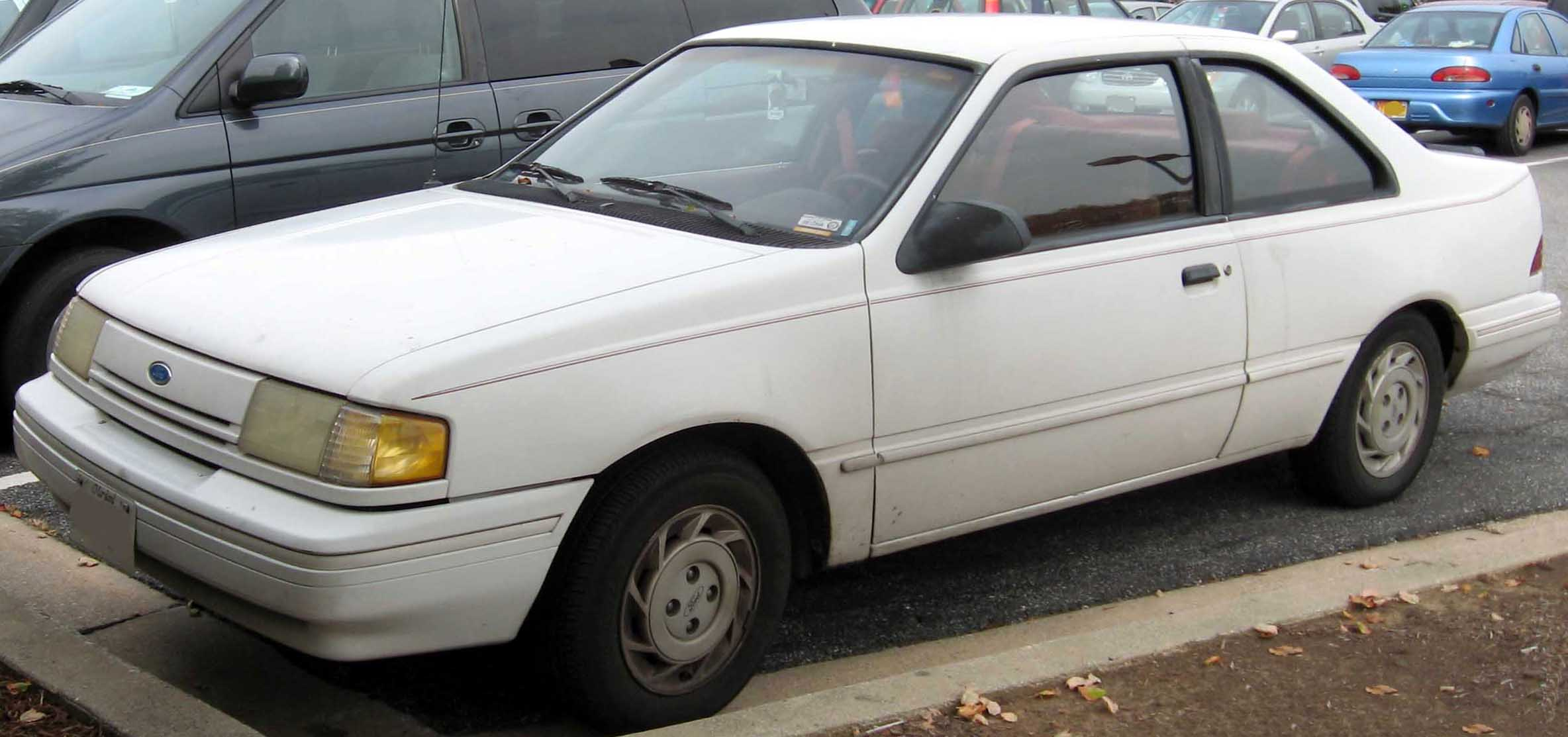